# دينيس فالمبوت
دينيس فالمبوت (بالروسية: Денис Вамбольт)‏ (24 مارس 1995 ببالتييسك في روسيا - ) هو لاعب كرة قدم روسي في مركز حراسة المرمى. لعب مع بالتيكا كالينينغراد.

## روابط خارجية
- دينيس فالمبوت على موقع قاعدة بيانات كرة القدم.إي يو (الإنجليزية)
- دينيس فالمبوت على موقع Soccerway.com (الإنجليزية)